# Udskydning
Udskydning eller imposition drejer sig inden for grafiske fag om tilrettelæggelse af siderne på et trykark så de placeres rigtigt i den færdige bog eller tryksag, for eksempel en folder.
- Resultat før indbinding og beskæring